# Sebastian Grabowiecki
Sebastian Grabowiecki OCist herbu Grzymała (ur. ok. 1540 w Mszczyczynie, zm. 19 października 1607 w Moskwie) – poeta późnorenesansowy zaliczany do grupy "polskich poetów metafizycznych", jeden z czołowych prekursorów baroku, petrarkista, sekretarz królewski Stefana Batorego.

## Życiorys
Niewiele wiadomo na temat życia Sebastiana Grabowieckiego. Początkowo przyszły poeta prowadził karierę dworską u Zygmunta II Augusta, a potem Stefana Batorego. Później został duchownym. Niewiadome są powody dla których polityk i żołnierz Grabowiecki rozstał się z życiem świeckim. Wiemy na pewno, iż przeżywszy śmierć żony, natychmiast porzucił życie szlachcica i został zakonnikiem. Być może za zasługi wojenne czy dyplomatyczne otrzymał w nowej roli stanowisko opata klasztoru cystersów w Bledzewie, które pełnił aż do śmierci.
Monografię Sebastiana Grabowieckiego napisali Andrzej Litwornia i Mirosława Hanusiewicz.

## Twórczość
Pisał psalmy pokutne i sonety włoskie ostatecznie ułożone na wzór ćwiczeń duchowych dla braci zakonnych, zebrane w dwutomowym Setniku rymów duchownych. Dzieło odznaczało się doskonałością formalną i nowatorstwem w zakresie języka poetyckiego, inicjującym barok w literaturze rodzimej; uważane jednak za zbyt trudne i hermetyczne dla zwykłego odbiorcy, popadło w zapomnienie. Odkryty ponownie pod koniec XIX wieku, Grabowiecki zwrócił na siebie uwagę jako jeden z najwybitniejszych liryków polskich; porównywano go do Jana Kochanowskiego oraz nazywano "dużym brylantem", który "nosi w sobie ziarnko geniuszu". Późniejsza krytyka, odkrywając w jego poezji wpływy włoskie i hiszpańskie, stała się bardziej chłodna w ocenie. Współcześnie poeta ten wzbudza skrajne reakcje, na ogół jednak stawia się go obok Mikołaja Sępa Szarzyńskiego jako czołowego pisarza wczesnobarokowego.
Tłumaczył religijne dzieła Franciszka Petrarki, Bernarda Tassa i Gabriela Fiammy, w których dawał wyraz swoim potrydenckim sympatiom. Część badaczy dopatruje się w duchowej postawie Grabowieckiego znamion pobożności kwietystycznej, najbliższe związki łączyły go jednak z nurtem devotio moderna oraz augustynizmem. Poeta jest także autorem traktatu anty-reformacyjnego, Martinus Lauter eiusque levitas.

### Setnik rymów duchownych(1590)
Autor jednego tomu wierszy Setnik rymów duchownych (1590), przekłady i trawestacje poetów włoskich, wznowionego dopiero w 1893 jako Rymy duchowne) oraz antyreformacyjnej broszury Martinus Lauter eiusque levitas (1585).
W przeciwieństwie do reprezentującego humanistyczny aktywizm Sępa, Grabowiecki postulował w swej twórczości metafizycznej koncepcję kwietyzmu. O ile dla tamtego życie było ciągłym „bojowaniem”, o tyle twórca Setnika rymów duchownych skłaniał się ku koncepcji silniej ascetycznej – kwietyzmu właśnie, poszukując w deprecjonowanym świecie Bożego ładu, zgodnie z ideami kwietyzmu ukojenie wewnętrzne uznając za kres peregrynacji duchowej.
Silnie akcentując dążenie do pojednania się z Bogiem, Grabowiecki nie reprezentował później dopiero w Polsce rozwiniętych idei mistycznych. W swej liryce neguje on wartość poznania empirycznego, za podstawowe i jedyne uznając – duchowe, metafizyczne, otrzymane jednak nie staraniami ludzkimi, ale łaską zsyłaną przez dobroć Stwórcy. Bóg jest bowiem w koncepcji świata poety jedynym źródłem prawdy, a pojednanie z Nim jedyną drogą do jej poznania. W istnieniu doczesnym człowiek jest samotny, świat jawi mu się jako obcy, niemożliwy do pełnego ogarnięcia i wrogi.